# Alexander Wetmore

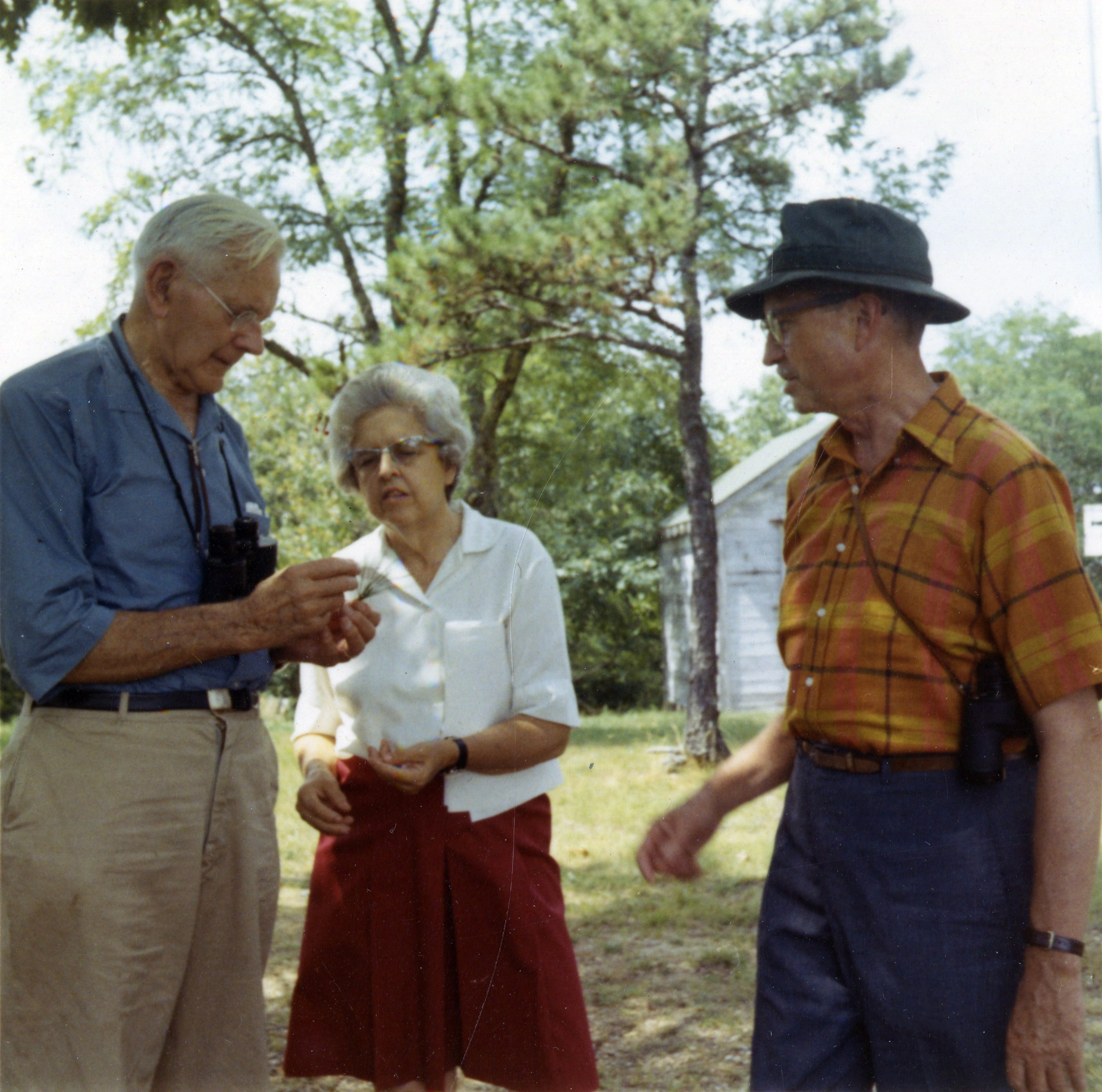
Alexander Wetmore (links), 1969

Alexander Wetmore (* 18. Juni 1886 in North Freedom, Wisconsin als Frank Alexander Wetmore; † 7. Dezember 1978 in Glen Echo, Maryland) war ein US-amerikanischer Ornithologe und Paläontologe.

## Leben
Wetmore war der Sohn von Nelson Franklin und Emma Amelia (geborene Woodworth) Wetmore. Sein Vater war Landarzt. 1912 erlangte er seinen Bachelor of Arts an der University of Kansas, 1916 seinen Master of Science an der George Washington University und 1920 schließlich seinen Doktorgrad in Zoologie. 1912 heiratete er Fay Holloway. Von 1905 bis 1908 war er Assistent im Naturhistorischen Museum der University of Kansas und im Jahre 1909 Assistent am Denver Museum of Natural History. Ab 1910 arbeitete er in der Abteilung für biologische Forschungsarbeit im Landwirtschaftsministerium der Vereinigten Staaten, bevor er 1925 den Posten des Assistenzsekretärs bei der Smithsonian Institution erhielt. Von 1945 bis 1952 war er Sekretär der Smithsonian Institution. In dieser Funktion war er dafür mitverantwortlich, dass die Smithsonian Institution die Gebrüder Wright 1948 vertraglich als erste Pioniere des Motorflugs anerkannt hatte.
1930 erschien sein Standardwerk A Systematic Classification for the Birds of the World, dessen Reihenfolge der Vogelfamilien als „Wetmore Order“ bekannt wurde und unter den Ornithologen des 20. Jahrhunderts weite Akzeptanz fand. Überarbeitete Auflagen erschienen in den Jahren 1951 und 1960. Weitere bedeutsame Werke waren Birds of Haiti and the Dominican Republic (1931) und The Birds of the Republic of Panamá (1965).

## Forschungsarbeit
Wetmores erste Forschungsreise führte ihn 1911 nach Puerto Rico, wo er die Vogelwelt studierte. 1918 beschrieb er die Überreste der ausgestorbenen Ralle Nesotrochis debooyi, die 1916 von Theodoor de Booy entdeckt wurden. 1920 schrieb Wetmore seine Doktorarbeit mit Titel „The Birds of Porto Rico“. Zwischen 1920 und 1921 erforschte er in Südamerika die Vogelwanderungen zwischen den Kontinenten.
Wetmore ist der Erstbeschreiber von über 189 Vogeltaxa. Mehr als 50 Tier- und Pflanzenarten wurden nach ihm benannt, darunter die fossilen Gattungen Alexornis und Presbyornis sowie die Wetmoreralle (Rallus wetmorei), Veilchenschultertangare (Wetmorethraupis sterrhopteron), die Wetmore-Tangare (Buthraupis wetmorei) und eine Unterart der Rosenschultertaube (Patagioneas inornata wetmorei).
1948 war Wetmore als Sekretär dafür mitverantwortlich, dass die Smithsonian Institution die Gebrüder Wright vertraglich als erste Pioniere des Motorflugs anerkannt hatte.

## Auszeichnungen
1927 wurde Wetmore  mit der Isidore-Geoffroy-Saint-Hilaire-Medaille der französischen Naturschutzvereinigung Société nationale de protection de la nature ausgezeichnet, 1931 erhielt er die Otto-Herman-Medaille der französischen Ornithologen-Vereinigung Société hongroise d’ornithologie, 1959 erhielt er die William-Brewster-Medaille der American Ornithologists’ Union (AOU), dessen Leiter er von 1926 bis 1929 war. Das Komitee gab hierfür folgenden Begründung:

„Für die vergangene Generation war Dr. Wetmore der führende Fachmann für fossile Vögel in Nordamerika. Die große Anzahl seiner Arbeiten sind zusammengefasst in "A check-list of the fossil and prehistoric birds of North America and the West Indies", was wir hier besonders erwähnen möchten. Dr. Wetmores Beitrag zu unserer Wissenschaft beschränkt sich nicht nur auf die Paläontologie der Vögel. Die Bandbreite seiner Interessen und das Ausmaß seiner Bemühungen manifestiert sich in den Büchern und Schriften, die er Jahr für Jahr als Resultat seiner Forschung publizierte. Unter den Büchern befinden sich Wälzer wie "Birds of Puerto Rico and the Virgin Islands", "The migration of birds", "Observations on the birds of Argentina, Paraguay, Uruguay, and Chile", "The birds of Haiti and the Dominican republic" und nicht zuletzt die fünfte Ausgabe der A.O.U Publikation  "Check-list of North American birds: according to the canons of nomenclature of the American Ornithologists' Union", die unter seiner Federführung erstellt wurde. Mit Alexander Wetmore preisen wir einen Biologen, der während seiner nun 50-jährigen Karriere, als einer der Architekten der amerikanischen Ornithologie genannt werden muss.“

1972 erhielt er mit der Elliott-Coues-Medaille eine weitere Würdigung der AOU. 1946 wurde ihm die Ehrendoktorwürde der University of Wisconsin verliehen. 1961 wurde er Ehrenmitglied der Society of Vertebrate Paleontology. 1930 wurde er zum Mitglied der American Philosophical Society gewählt. Seit 1945 war er Mitglied der National Academy of Sciences.
Zum Dank für Wetmores Beitrag zur Ausarbeitung des wissenschaftlichen Programms der Ronne Antarctic Research Expedition (1947–1948) benannte deren Leiter Finn Ronne den Wetmore-Gletscher an der Ostküste des Palmerlands nach ihm.

## Publikationen (Auswahl)
- New subspecies of birds from Patagonia. In: University of California publications in zoology. Band 21, Nr. 12, 23. März 1923, S. 333–337 (biodiversitylibrary.org).
- mit James Lee Peters: New Genera and subspecies based on Argentine Birds. In: Proceedings of the Biological Society of Washington. Band 36, 1923, S. 143–146 (biodiversitylibrary.org).
- "The Book of Birds" (1932)
- "A check-list of the fossil birds of North America" (1940), Washington
- "A Checklist of the Fossil and Prehistoric Birds of North America and the West Indies" (1940, 1956)
- "Song and Garden Birds of North America" (1964)
- "Water Prey and Game Birds of North America" (1965)
- "The Birds of Panama" 4 Bände (1968)